# القرن 27 ق م
قرن 27 ق. م هو القرن الذي امتد من 2700 ق.م إلى 2601 ق.م.